# 4339 Almamater
4339 Almamater è un asteroide della fascia principale. Scoperto nel 1985, presenta un'orbita caratterizzata da un semiasse maggiore pari a 2,1949685 UA e da un'eccentricità di 0,1778389, inclinata di 2,16665° rispetto all'eclittica.